# Craig Allardyce
Craig Samuel Allardyce (* 9. Juni 1975 in Bolton) ist ein ehemaliger englischer Fußballspieler. Der Abwehrspieler absolvierte zwischen 1993 und 2000 für fünf verschiedene Klubs 17 Partien in den unterklassigen Spielklassen der Football League, hatte mehrere Engagements bei höherklassigen Klubs des Non-League footballs und ein kurzes Intermezzo in China. 2006 standen er und sein Vater, der langjährige Premier-League-Trainer Sam Allardyce, im Zentrum eines vermeintlichen Bestechungsskandals.

## Spielerkarriere
Allardyce war als Trainee (dt. Auszubildender) bei Preston North End aktiv, als er am 6. April 1993 als Einwechselspieler gegen Port Vale zu seinem Debüt in der Football League Second Division kam. Er wurde am Saisonende nicht in das Profiteam übernommen und heuerte in der Football Conference bei Macclesfield Town an. Dort kam der Abwehrspieler lediglich zu Saisonbeginn zu zwei Einsätzen und verließ den Verein noch im Saisonverlauf in Richtung China.
1994 wurde in China der Profifußball offiziell eingeführt und der Klub Guangdong Hongyuan verpflichtete für die Premierensaison eine Reihe eher unbekannter englischer Fußballer. Neben Allardyce standen auch Richard Crossley, Ian Docker, Murray Jones und Darren Tilley im Kader von Guangdong. Allardyces Gastspiel in China war dabei nur von kurzer Dauer. Bei seinem fünften Einsatz gegen den Bayi FC am 31. Juli 1994 geriet er auf dem Platz in eine Prügelei mit Gegenspieler Hao Haidong. Der chinesische Verband sperrte daraufhin beide Akteure für ein halbes Jahr, was Allardyce dazu veranlasste, umgehend nach England zurückzukehren. Nach einem kurzen Aufenthalt bei Northwich Victoria wurde Allardyce im September 1994 ablösefrei vom FC Blackpool verpflichtet, der dortige Trainer war zu diesem Zeitpunkt sein Vater Sam Allardyce.
Craig Allardyce blieb etwas mehr als zwei Jahre bei Blackpool, kam in dieser Zeit aber nur zu einem einzigen Pflichtspieleinsatz für das Profiteam, am 16. Dezember 1995 per Einwechslung gegen Bradford City. Nach der Entlassung seines Vaters am Ende der Saison 1995/96 waren auch die Tage von Allardyce beim Klub gezählt, der im November 1996 seinen Vertrag auflöste. Auf vertragsloser Basis wurde Allardyce ab März 1997 beim Fünftligisten Rushden & Diamonds vorstellig und kam im letzten Saisonspiel gegen den FC Altrincham zum Einsatz, ein weiteres Engagement blieb allerdings aus.
Allardyce setzte seine Laufbahn beim FC Chorley in der sechstklassigen Northern Premier League fort, den er als Kapitän anführte. Ab März 1998 war er auf vertragsloser Basis beim FC Chesterfield in der Second Division aktiv, die auf der Innenverteidigerposition einen Engpass hatten. Allardyce kam im restlichen Saisonverlauf nur zu einem zweiminütigen Auftritt gegen die Wycombe Wanderers. In der Sommerpause absolvierte er ein erfolgreiches Probetraining unter Barry Fry beim Viertligisten Peterborough United, verließ den Klub aber – nach vier Startelfeinsätzen in den ersten Wochen – bereits im November Richtung Fünftligist Welling United. Nur einen Monat später wechselte Allardyce erneut und stand durch seine Anstellung bei Mansfield Town wieder bei einem Viertligisten unter Vertrag. Erst Ende März 1999 schaffte er den Sprung in die Mannschaft und kam in sechs Partien zum Einsatz, bevor er seinen Platz wieder an Mark Peters verlor. Dennoch erhielt er auch für die Saison 1999/2000 einen Vertrag, blieb aber hinter den Leihverpflichtungen Leigh Bromby und Jonathan Fortune nur Ergänzungsspieler. Nach sechs Einsätzen im Saisonverlauf, darunter nur einer in der Startelf, schloss er sich von Ende März bis Mai 2000 Boston United in der Southern Football League an. Seine fußballerische Laufbahn fand bei Leigh RMI und Kendal Town ihren Abschluss.

## Weitere Tätigkeiten
Nach dem Ende seiner Spielerkarriere betätigte sich Craig Allardyce als Spielerberater. Zunächst als Angestellter des Beraters Mark Curtis machte er sich etwa 2004 selbstständig. Da Allardyce unter anderem Tal Ben Haim und Joey O’Brien unter Vertrag nahm, beides Spieler der Bolton Wanderers, bei denen sein Vater zum damaligen Zeitpunkt Trainer war, sahen sich die Klub-Verantwortlichen dazu genötigt, Craig Allardyce von jeglichen Transferaktivitäten im Zusammenhang mit dem Verein auszuschließen, um Interessenskonflikte zu vermeiden. Im September 2006 sorgte ein Bericht von BBC Panorama für Schlagzeilen, der mutmaßlich illegale Zahlungen bei Spielertransfers zum Thema hatte und in dessen Zentrum unter anderem Craig Allardyce und sein Vater standen.
Die Premier League hatte bereits zuvor wegen ähnlicher Vorwürfe John Stevens, Baron Stevens of Kirkwhelpington als Ermittler eingesetzt. In dessen 2007 veröffentlichtem Abschlussbericht heißt es bezugnehmend auf Craig Allardyce, dass „kein Beweis oder Hinweis für unrechtmäßige Zahlungen gefunden wurde“, die Transfers von Ali al-Habsi, Tal Ben Haim und Blessing Kaku – alle unter Beteiligung von Craig Allardyce – blieben jedoch ungeklärt. Die Ermittler glaubten auch weiterhin, „dass ein Interessenskonflikt zwischen Craig Allardyce, seinem Vater Sam Allardyce (damals Trainer bei den Bolton Wanderers) und dem Verein selbst bestand.“ Bereits kurz nach der Veröffentlichung des Panorama-Berichts hatte Allardyce seine Spielerberater-Lizenz aufgegeben und sich dadurch auch den Verbands-Ermittlungen entzogen.
2007 wurde er zudem von einem nicht lizenzierten Berater bezüglich des Bolton-Transfers von Idan Tal auf Zahlung von knapp £70.000 verklagt. Die beiden Parteien einigten sich schließlich im Juni 2008 außergerichtlich auf Zahlung von etwa £20.000.
Von 2007 bis 2009 war er Teil eines Trainergespanns beim Turton FC, einem Klub aus der elftklassigen West Lancashire League.